# Мойсюк Василь Сильвестрович
Мойсюк Василь Сильвестрович (14 січня 1942, Сміла, Вінницька область, Українська СРР, СРСР — 3 жовтня 2019, Київ, Україна) — український хімік. Член Української технологічної академії (2012). Відомий винайденням способу отримання комплексної текстурованої нитки. У 2023 році в його честь було названо волонтерську організацію з США «VSM».
Життєве кредо: «Іди вперед, не зупиняйся, здобувай нові знання, займай активну життєву позицію».

## Біографія
Василь Сильвестрович Мойсюк народився 14 січня 1942 року на Вінниччині в селянській сім'ї військового і вчительки у Смілі Хмільницького району.
Батько, Сильвестр Мойсюк, був війсковослужбовцем і повернувшись героєм після серйозного поранення з Великої Вітчизняної війни, самотужки виховував дітей.
Перші 5 років Василь навчався в Петриківцях, згодом перейшов до школи в Уланові і продовжував там навчатися до 10 класу. Закінчивши школу у 1959 році, його прийняли учнем технічного училища № 9 у Києві. У 1960 році вступив у Київський технологічний інститут легкої промисловості (нині Київський національний університет технологій та дизайну) за профілем «Хімічні технології».
Після закінчення інституту повернувся на підприємство, де продовжував трудову діяльність начальником зміни, технологом, начальником цеху (1966—1971). Потім п'ять років очолював виробництво об'єднання «Хімволокно», з 1976—1984 рр. працював головою профспілкового комітету. Упродовж 1984—1986 рр. займав посаду директора головного київського підприємства полімерних матеріалів ВО «Укрпластик».
В. С. Мойсюк неодноразово обирався депутатом Дніпровської районної ради Києва, делегатом XVII—XVIIІ з'їздів ВЦРПС та всіх з'їздів Федерації профспілок України.

## Основні праці та досягнення
Понад 40 років обіймав посаду голови Центральної ради профспілки працівників хімічної та нафтохімічної промисловості України. Також був членом Національної тристоронньої соціально-економічної ради при Президенті України.
Найвизначніші винаходи зробив у сфері трикотажу, текстилю, а також поліетиленової продукції. Він захистив понад 40 раціоналізаторських пропозицій та отримав 5 авторських свідоцтв. У результаті запровадження рацпропозицій вирішено наукові та практичні завдання, пов'язані з поліпшенням і спрощенням технології виробництва капронового волокна, його регенерацією, зменшенням відходів і створенням схеми безперервного контролю якості капролактаму в ході технологічного процесу. Його наукові праці були опубліковані у фахових журналах «Хімічні волокна» (№ 4, 1969), «Промисловість хімічних волокон» (№ 5, 1978), «Легка промисловість» (вип. 8, 1975), «Хімічна промисловість України» (2012), а також в книзі «Автоматизація хімічних виробництв» (Київ: Наукова думка, 1975). Він зробив чималий внесок в удосконалення виробництва, поліпшення якості продукції та запровадження нових технологічних процесів. Серед його наукових праць: «Застосування вітчизняного перлітового порошку для фільтрування капролактамових розчинів», «Дослідження впливу параметрів камери пресування на процеси текстурування нитки і методика визначення величини силі її опору», «Працездатність крючково-витяжного механізму машини ПВК-1599-И при виробництві штапельного волокна», «Визначення якості капролактаму за його електропровідністю», «Техніко-економічний аналіз виробництва капронового штапельного волокна як об'єкта автоматизації», «Деревно-наповнююча композиція на основі вторинного ПУТФ, його одержання та освоєння».

## Нагороди, премії та медалі
Ордени
За високі досягнення в праці Василь Сильвестрович Мойсюк нагороджений орденами:
- «Орден Трудового Червоного прапора»
- «Знак пошани»

Звання
26 грудня 2001 року удостоєний звання «Заслужений працівник промисловості України».
Знаки
За розробку та впровадження винаходів, новітніх технологічних процесів удостоєний знаків:
- «Винахідник СРСР»
- «Відмінник хімічної промисловості СРСР»

Премія
У 1969 році йому присуджено премію Всесоюзного конкурсу за найкращу ідею з економії електричної і теплової енергії.
Медалі
У 1976 році за досягнуті успіхи в розвитку народного господарства СРСР нагороджений бронзовою медаллю ВДНГ СРСР.